# No Church in the Wild
No Church in the Wild è il settimo ed ultimo singolo dell'album collaborativo Watch the Throne di Jay-Z e Kanye West. È la prima traccia dell'album e presenta il featuring di Frank Ocean e The-Dream, anche se quest'ultimo non è stato accreditato per il suo contributo alla canzone. Il brano esplora i temi della religione e della decadenza. Il brano ricevette recensioni molto positive dai critici musicali, i quali elogiarono il ritornello di Ocean, la profondità dei versi, la produzione cinematografica e la potenza della canzone come brano d'apertura. Rolling Stone denominò la canzone la sesta migliore del 2011.

## Classifiche
| Classifica (2011-12)      | Posizione massima |
| ------------------------- | ----------------- |
| Belgio (Fiandre)          | 40                |
| Canada                    | 92                |
| Corea del Sud             | 72                |
| Regno Unito               | 32                |
| Regno Unito (R&B)         | 10                |
| Stati Uniti (R&B/Hip-Hop) | 31                |
| Stati Uniti (Rap)         | 20                |
| Stati Uniti               | 72                |